# Rasburicase

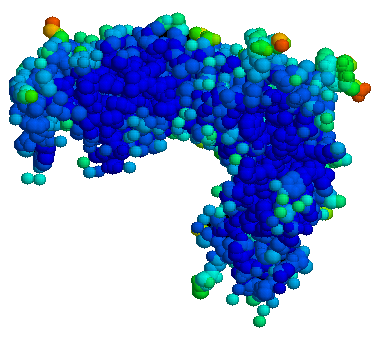
Estrutura química do rasburicase

Rasburicase, comercialmente denominado Elitek, é um fármaco versão recombinante da enzima urato oxidase. Ocorre em muitos mamíferos, mas não nos humanos. É usada na prevenção e tratamento da síndrome da lise tumoral. É aprovado para uso em adultos com leucemia, linfoma ou tumores sólidos, que recebem terapia oncológica e corram risco de apresentar síndrome da lise tumoral ou elevação de ácido úrico.